# Aaran Lines
Aaran Lines (Lower Hutt, 27 dicembre 1976) è un ex calciatore neozelandese, di ruolo centrocampista.